# Playoffs 2008 (Bolivia)
El Torneo Boliviano de Playoffs 2008 fue el primer certamen de esta naturaleza en Bolivia por medio del cual se buscaba el tercer representante de aquel país para la Copa Libertadores 2009. Se juego de noviembre a diciembre, y aunque la voz inglesa playoff se traduce como eliminación directa, en este caso se jugará también un repechaje entre los mejores perdedores. En todas las fases (incluyendo el ordenamiento de los perdedores para el repechaje) el ganador se define por puntos, diferencia de goles, goles marcados, goles de visitante y penales, en ese orden.

## Primera fase
Todas las parejas de clásicos rivales juegan dos partidos (ida y vuelta). Los ganadores clasifican a cuartos de final, mientras que los 4 mejores perdedores juegan el Repechaje.
| Llave | Local Ida   | Agr. | Local Vuelta      | Ida | Vuelta |
| ----- | ----------- | ---- | ----------------- | --- | ------ |
| 1     | Blooming    | 5-4  | Oriente Petrolero | 3-3 | 2-1    |
| 2     | Bolívar     | 2-1  | The Strongest     | 0-0 | 2-1    |
| 3     | Real Mamoré | 3-0  | Guabirá           | 3-0 | 0-0    |
| 4     | Real Potosí | 6-4  | Universitario     | 4-2 | 2-2    |
| 5     | Wilstermann | 3-2  | Aurora            | 0-1 | 3-1    |
| 6     | La Paz F.C. | 4-3  | San José          | 1-2 | 3-1    |

En negrilla: Clasificados a cuartos de final / En cursiva: Clasificados al Repechaje

## Repechaje
Se forman 2 llaves de equipos con los 4 mejores perdedores de la primera fase. Los ganadores clasifican a cuartos de final.
| Llave | Local Ida | Agr. | Local Vuelta      | Ida | Vuelta |
| ----- | --------- | ---- | ----------------- | --- | ------ |
| 7     | San José  | 3-1  | The Strongest     | 3-0 | 0-1    |
| 8     | Aurora    | 0-6  | Oriente Petrolero | 0-5 | 0-1    |

En negrilla: Clasificados a cuartos de final

## Cuartos de final, semifinal y final
En la última etapa, se enfrentarán los 8 equipos clasificados a cuartos de final, y a través de la eliminación directa pasarán a la semifinal, posteriormente a la final los últimos dos equipos. El ganador de la final jugará la Copa Libertadores 2009 bajo la denominación Bolivia 3. Si ya estuviera clasificado a la Copa Libertadores 2009 también clasificará a la Copa Sudamericana 2009, reordenándose el resto de los premios según el Reglamento General de Campeonato.
|  | Cuartos de final  | Cuartos de final  | Cuartos de final  |       |                 | Semifinales       | Semifinales       | Semifinales       |  |  | Final             | Final             | Final             |
|  | Noviembre de 2008 | Noviembre de 2008 | Noviembre de 2008 |       |                 | Diciembre de 2008 | Diciembre de 2008 | Diciembre de 2008 |  |  | Diciembre de 2008 | Diciembre de 2008 | Diciembre de 2008 |
|  |                   |                   |                   |       |                 |                   |                   |                   |  |  |                   |                   |                   |
|  | Blooming          | 2                 | 1 (3)             |       |                 |                   |                   |                   |  |  |                   |                   |                   |
|  | La Paz F.C. (p)   | 1                 | 2 (4)             |       |                 |                   |                   |                   |  |  |                   |                   |                   |
|  | La Paz F.C. (p)   | 1                 | 2 (4)             |       | La Paz F.C. (v) | 1                 | 3                 |                   |  |  |                   |                   |                   |
|  |                   |                   |                   |       | La Paz F.C. (v) | 1                 | 3                 |                   |  |  |                   |                   |                   |
|  |                   | San José          | 1                 | 3     |                 |                   |                   |                   |  |  |                   |                   |                   |
|  | San José          | San José          | 1                 | 3     | 4               | 0                 |                   |                   |  |  |                   |                   |                   |
|  | San José          |                   |                   |       | 4               | 0                 |                   |                   |  |  |                   |                   |                   |
|  | Oriente Petrolero | 2                 | 0                 |       |                 |                   |                   |                   |  |  |                   |                   |                   |
|  |                   |                   |                   |       |                 |                   |                   |                   |  |  | La Paz F.C.       | 0                 | 0                 |
|  |                   |                   | Real Potosí       | 1     | 1               |                   |                   |                   |  |  |                   |                   |                   |
|  | Bolívar (p)       | 1                 | 0 (5)             |       |                 |                   |                   |                   |  |  |                   |                   |                   |
|  | Wilstermann       | 0                 | 1 (4)             |       |                 |                   |                   |                   |  |  |                   |                   |                   |
|  | Wilstermann       | 0                 | 1 (4)             |       | Bolívar         | 2                 | 0 (4)             |                   |  |  |                   |                   |                   |
|  |                   |                   |                   |       | Bolívar         | 2                 | 0 (4)             |                   |  |  |                   |                   |                   |
|  |                   | Real Potosí (p)   | 0                 | 2 (5) |                 |                   |                   |                   |  |  |                   |                   |                   |
|  | Real Mamoré       | Real Potosí (p)   | 0                 | 2 (5) | 1               | 1                 |                   |                   |  |  |                   |                   |                   |
|  | Real Mamoré       |                   |                   |       | 1               | 1                 |                   |                   |  |  |                   |                   |                   |
|  | Real Potosí       | 2                 | 1                 |       |                 |                   |                   |                   |  |  |                   |                   |                   |

## Goleadores
| Nombre | Nombre              | Equipo             | Goles |
| ------ | ------------------- | ------------------ | ----- |
| 1      | Alex da Rosa        | San José           | 6     |
| 2      | Juan Eduardo Fierro | La Paz Fútbol Club | 4     |
| 3      | Isidro Candia       | Real Potosí        | 3     |
| 4      | Luiz Carlos Vieira  | Blooming           | 3     |